# Joana de Valois, Duquesa de Berry
Joana de Valois ou Santa Joana de França (em francês: Jeanne de France; Nogent-le-Roi, 23 de abril de 1464 – Bourges, 4 de fevereiro de 1505), foi filha de França nascida de Luís XI e de Carlota de Saboia. Irmã de Carlos VIII, se tornou rainha de França como esposa de Luís XII.

## Biografia
Filha de rei, esposa de rei, poucos santos no calendário sofreram humilhações maiores que Madame Jéhanne de France, conhecida na Inglaterra como Santa Joana de Valois.
Odiada pelo pai por seu sexo e por ser enfermiça e aleijada, educada por guardiães num castelo distante, sem nenhuma das vantagens de seu sexo e sem conforto, viveu em intensa solidão e por isso talvez tenha-se devotado tanto e tão cedo a Deus e à Virgem Maria. Os mistérios da Anunciação e da Encarnação, como determinados no Angelus, eram seu prazer.
Obrigada a casar-se em 1476 com Luís de Orléans, duque de Orléans, seu primo e herdeiro do trono, sofreu muito porque ele a odiava, imposta por razões de Estado, e a humilhava em público. Assim que subiu ao trono, por morte de Carlos VIII seu cunhado, Luís XII obteve anulação do casamento em Roma em 1498 considerado inválido por falta de consentimento e por jamais ter sido consumado.
Joana foi feita duquesa de Berry, recebendo a província para governar. Indo viver em Bourges, sua capital, Joana preencheu completamente seus deveres e se devotou ao bem estar dos súditos. Em 1500, com seu diretor de consciência franciscano, Gilbert Nicolas, Joana fundou a Ordem da Anunciação, ordem de prece e penitência, cuja regra principal era imitar as virtudes de Maria como narradas nos Evangelhos.
No fim da vida tomou votos, abandonou a aliança de casamento e vestiu o hábito, por baixo das vestes formais, adotando o nome de Irmã Joana Mariana. Apesar da má saúde, em constante sofrimento, tinha-se penitenciado todos os dias, e se abandonava muitas horas à oração. Joana rezava incessantemente pelo marido, e deixou como orientação à Ordem rezar pela alma dele, pela de seu irmão e pela de seu pai. Milagres se sucederam, após sua morte, e em 1514 o papa Leão X permitiu às Anunciadas honrarem-na por um ofício especial.
Joana foi beatificada pelo papa Bento XIV em 18 de junho de 1742, e depois canonizada por Pio XII em 1950.